# Reighardia
Reighardia is een geslacht van kreeftachtigen uit de klasse van de Ichthyostraca.

## Soorten
- Reighardia lomviae Dyck, 1975
- Reighardia sternae (Diesing, 1864)